# La cabaña (novela)
La cabaña es un libro escrito por William Paul Young y publicado en mayo de 2007.

## Sinopsis
Una excursión familiar se transforma en tragedia cuando Missy, la hija pequeña de Mack, desaparece. Ante la evidencia de la violación y del asesinato de la niña, Mack y su familia arrastran un dolor que no pueden superar. Su padre considera una injusticia que Dios haya permitido tanto sufrimiento y lo enjuicia. Transcurridos cuatro años, Mack recibe una extraña carta, al parecer procedente de Dios, donde lo invita a reunirse con él en La Cabaña (lugar donde se encontraron los últimos rastros de Missy), lo cual lo lleva sufrir una serie de cambios que lo volverán diferente con respecto a su percepción de Dios. 

## Temática
El libro habla del encuentro entre un hombre que cree en Dios a su manera, con mucha liviandad. Su esposa en cambio tiene una relación de fe con Dios mucho más cercana. Él se siente defraudado por Dios luego de que su hijita perdiera la vida en manos de un secuestrador. Paul Young, el autor de este libro, cuenta que no hay nada más duro que el perder un ser querido y que es la lección más grande para aprender a amar a Dios. En principio, el autor escribió esta historia para sus amigos y sus seis hijos, y autofinanció la edición. 

## Análisis
Young escribió originalmente La Cabaña como un regalo de Navidad para sus seis hijos, sin intención de publicarlo. Varios amigos leyeron el libro y lo animaron a publicarlo. En 2006 Young trabajó con Wayne Jacobsen, Brad Cummings (ambos ex pastores de Los Ángeles) y Bobby Downes (cineasta) a los fines de publicar el libro. No consiguieron un editor que quisiera publicar el libro, por lo que formaron la empresa Windo Blown Media con el único fin de publicar el libro. La Cabaña consiguió ser un éxito de ventas a boca y la ayuda de un website que les costó trescientos dólares.
El libro ha vendido más de 6 millones de ejemplares en todo el mundo.

## Adaptación
La novela fue adaptada al cine en el año 2017 en la película del mismo nombre, protagonizada por Sam Worthington, Octavia Spencer, Graham_Greene_(actor), Radha Mitchell, Alice Braga y Tim McGraw.